# Johannes Burman

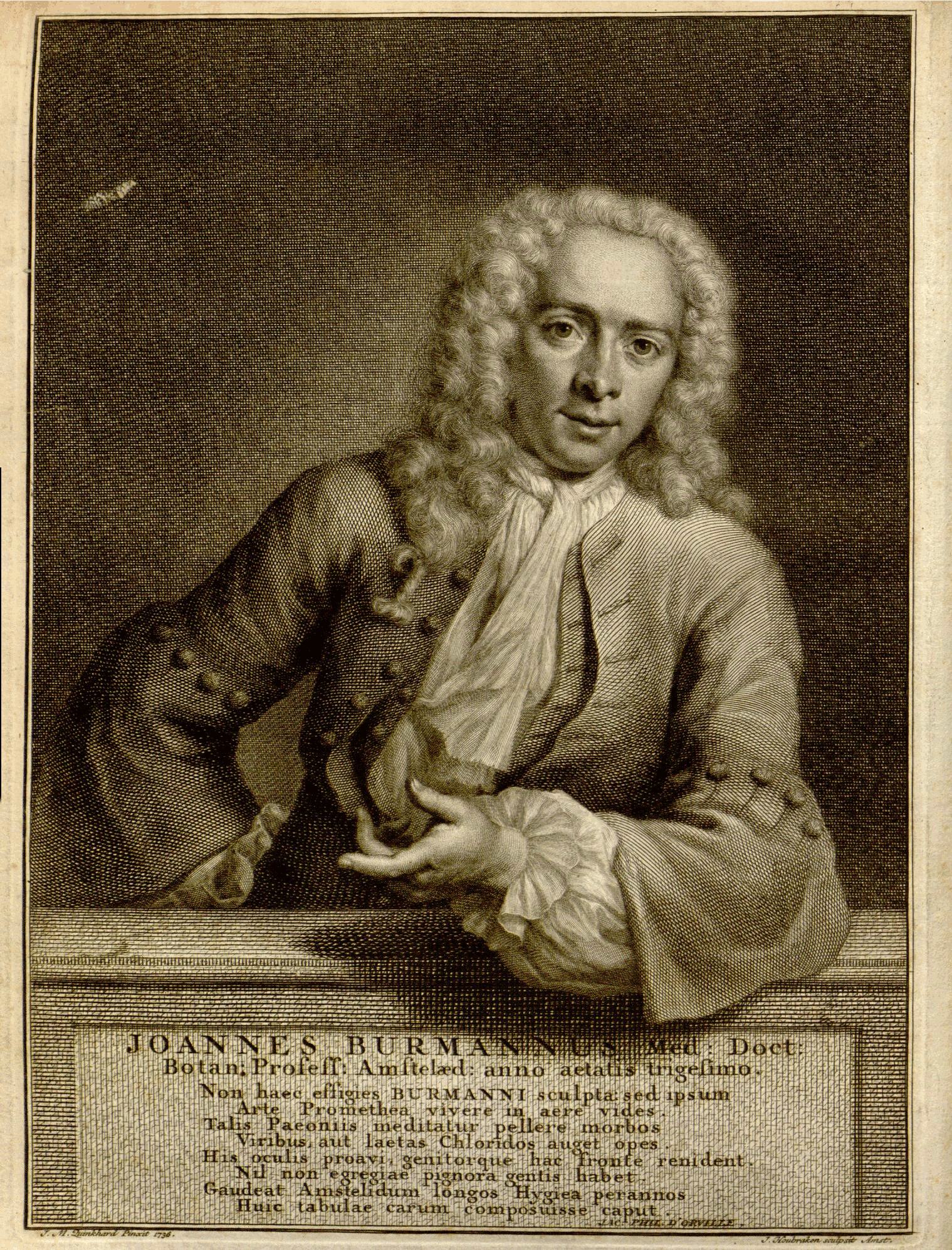
Hình minh họa năm 1736 từ Thesaurus zeylanicus.

Johannes Burman (26/4/1707 tại Amsterdam – 20/2/1780) là một nhà thực vật học kiêm bác sĩ người Hà Lan. Burman chuyên về nghiên cứu thực vật ở Ceylon, Amboina và thuộc địa Cape (Kaapkolonie). Tên gọi Pelargonium cũng là do Johannes Burman giới thiệu.
Johannes Burman là con trai lớn của nhà thần học Frans Burman (1671-1719) cùng vợ là Elizabeth Thierens. Em trai ông là nhà thần học Frans Burman (1708-1793). Ông bắt đầu các nghiên cứu của mình tại Đại học Leiden năm 1722 dưới sự hướng dẫn của Herman Boerhaave (1668-1738) và năm 1728 được cấp bằng bác sĩ, sau đó hành nghề tại Amsterdam. Sau khi Frederik Ruysch (1638-1731) mất ông được chỉ định làm giáo sư thực vật học tại Amsterdam. Johannes Burman xây dựng gia đình với Adriana van Buuren. Con trai ông là Nicolaas Laurens Burman cũng là một nhà thực vật học và có thời gian nghiên cứu dưới sự hướng dẫn của Carl Linnaeus tại Đại học Uppsala.
Năm 1735, trong chuyến đi tới Hà Lan, Carl Linnaeus đã được Burman mời, mang theo thư giới thiệu của Herman Boerhaave. Burman có ấn tượng tốt với người đàn ông trẻ tuổi này và cho Linnaeus ở trong nhà ông tại Keizersgracht. Linnaeus làm việc cho Burman trong gần 6 tuần để hoàn thành thực vật chí Ceylon.
Burman giới thiệu Linnaeus với George Clifford III (1685-1760), một chủ ngân hàng giàu có và là người yêu thích chim muông cây cỏ. Clifford cho họ xem một cuốn sách hiếm mà bộ sưu tập của Burman cũng không có. Clifford nói rằng có thể đổi cuốn sách này cho Burman để thuê lại Linnaeus vào việc khảo sát, điều tra các khu vườn và các khu nuôi nhốt động vật kỳ lạ hoang dã ở Hartekamp và bằng cách đó Clifford đã trở thành nhà bảo trợ lớn cho Linnaeus. Burman sau này được Linnaeus vinh danh bằng việc đặt tên chi thực vật Burmannia và họ Burmanniaceae.
Burmann công bố cuốn sách về thực vật thu thập từ thuộc địa Cape dựa theo bộ sưu tập của Nicolaes Witsen (1641-1717), tác phẩm của Caspar Commelin (1668-1731) và Simon van der Stel (1639-1712)? Trong cuốn sách về thực vật Amboina thì ông sử dụng tác phẩm của Georg Eberhard Rumphius (1627-1702). Đối với nghiên cứu và minh họa về thực vật Tây Ấn ông sử dụng tác phẩm của nhà thực vật học người Pháp Charles Plumier (1646-1704).

## Tác phẩm
Viết tắt Burm. được sử dụng khi trích dẫn danh pháp thực vật là để chỉ Johannes Burman. Các tác phẩm của Burman bao gồm:
- Thesaurus zeylanicus, exhibens plantas in insula Zeylana nascentes, Amsterdam, 1737.
- Rariorum Africanarum plantarum, Amsterdam, 2 phần, 1738-1739.
- Herbarium Amboinense, plurimas complectens arbores, frutices, herbas..., réédition de l’herbier de Georg Eberhard Rumphius (1628-1702), Amsterdam, 6 tập, 1741-1750.
- Plantarum Americanarum fasciculus primus, Amsterdam, 1755-1760.
- Auctuarium, 1755.
- Vacendorfia, 1757.
- De ferrariae charactere, 1757.
- Flora malabarici, 1769.